# Exechia bifasciata
Exechia bifasciata (лат.) — вид грибных комаров рода Exechia.

## Распространение
Восточная Азия: Япония. 

## Описание
Грибные комары мелких размеров со стройным телосложением. Самец (самки неизвестны): длина тела 3,7 мм. Длина крыла 3,2 мм. Голова, лицо и наличник тёмно-коричневые; лабеллум коричневый; щупики тёмно-коричневые. Усики со скапусом и педицелем жёлтые; жгутик тёмно-коричневый, базальная половина первого жгутика светлая. Щиток и боковые склериты тёмно-коричневые; проплевра коричневая; жужжальцы беловато-жёлтые. Крылья прозрачные с двумя слабыми темными отметинами, одна достигает от апикальной части маргинальной ячейки до середины ячейки r4 + 5, а другая покрывает область позади кубитальной вилки. Ноги жёлтые. Брюшко тёмно-коричневое. В крыльях жилка Sc свободная, жилки M3+4 и Cu1 образуют короткую вилку. Личинки, предположительно, как у близких видов, развиваются в агариковых грибах.

## Систематика
Вид был впервые описан в 2021 году норвежскими энтомологом Jon Peder Lindemann, Geir Søli (The Arctic University of Norway, Тромсё, Норвегия) Jostein Kjærandsen (Natural History Museum, Осло). Включён в состав видовой группы Exechia parva group (триба Exechiini из номинативного подсемейства Mycetophilinae). От всех видов группы E. parva отличается тем, что на крыльях имеются темные отметины, гонококсальные лопасти очень короткие, их длина составляет всего около 0,17 ширины гонококсита, каждая церка треугольная и апикально усеченная, эдегаусные направляющие очень характерны и по форме дорсальной и медиальной ветвей гоностиля.